# Orahili Gomo
Orahili Gomo is een bestuurslaag in het regentschap Nias Selatan van de provincie Noord-Sumatra, Indonesië. Orahili Gomo telt 1551 inwoners (volkstelling 2010).